# Behind the Mask
A Behind the Mask egy 1978-ban írt dal, melyet eredetileg a Yellow Magic Orchestra együttes adott elő. Michael Jackson amerikai énekes is feldolgozta, és a dal Jackson Michael című posztumusz albuma harmadik kislemezeként jelent meg, 2011. február 21-én. Shanice a dal háttérénekese.

## Háttere
Quincy Jones a Thriller album felvételei idején hallotta a Yellow Magic Orchestra dalát, és felhívta rá Jackson figyelmét. Jackson felénekelte a dalt, némimódosítással, de jogi viták miatt nem került fel a Thrillerre, és több mint 25 évig nem jelent meg. Mivel azonban a Sony Musicnak tíz albumra szóló szerződése áll fenn Jackson örököseivel, a dal felkerült Jackson első posztumusz albumára, a Michaelre. A hivatalos weboldalon bejelentették, hogy Franciaországon – ahol először megjelent – kívül az USA-ban, Kanadában és Japánban is megjelenik.

## Fogadtatása
A dal nagyrészt pozitív értékelést kapott kritikusoktól. A Rolling Stone magazin munkatársa, Jody Rosen szerint a dal „a Wanna Be Startin’ Somethin’ tüzes rokona”. Dan Martin, az NME munkatársa szerint a dal „pszichedelikus, nagyzenekaros R&B”, és „Jackson színarany dallamot énekel a lehető legfélelmetesebben, mögötte robotszerű vokálok táncolnak”. Jason Lipshutz, Gail Mitchell és Gary Graff a Billboardtól úgy érezték, a dal „egyike azoknak az albumon, amiket muszáj meghallgatni”, és „ebben van a legtöbb a Jackson védjegyének számító „hí-hí” felkiáltásokból.” Joe Pareles a The New York Times-tól azt írta, az 1979-es slágerhez írt Jackson-szöveg egy kegyetlen nőről szól, a végső változatban, melyet Mr. McClain fejeeztt be, taps és kiáltozások keveredtek a közönségtől a Live in Bucharest: The Dangerous Tour DVD-ről átemelve. Leah Greenblatt, az Entertainment Weekly munkatársa szerint a dalt „furán régiessé teszi a sok szaxofon, de talán épp ezért jó párja a valóban a 80-as évek elejéről származó Much Too Soon-nak. Joe Vogel, a Man in the Music: The Creative Life and Work of Michael Jackson című könyv szerzője szerint John McClain változtatásai a dalon ügyesek, a dal egyszerre hangzik teljesen újnak és retrónak, és „határozottan az album egyik fénypontja”.
Negatív kritikát Carl Cortez, az Assignment X kritikusa írt róla, szerinte a 7" kislemezverzió egy rövidített változat (még csak nem is igazi remix), így „legalább rövidebb az albumváltozatnál, ez az egyetlen dolog, ami jobbá teszi”.

## Videóklip
A kislemez bejelentésével egyidőben videóklip készítését is bejelentették. 2011. február 28-án hirdették ki, hogy mindenki részt vehet a Behind the Mask egyedi videóklipjének elkészítésében egy egyszerű online segédeszköz segítségével március 7. után. A több ezer beküldött felvételből készült klip egy 17 másodperces részletébe először március 30-án pillanthattak be. Április 29-én ismét megjelent egy rövid részlet a michaeljackson.com oldalon, és a beküldések végső határidejét május 3-ra tűzték ki. Június 6-án megjelent a klip hivatalos trailere, majd június 14-én maga a klip is Michael Jackson YouTube-csatornáján, de egy napig csak a Facebook-oldalán keresztül volt elérhető, utána már széleskörűen megnézhető volt. A belekerült 1600 felvételből láthatóak emberek a Szaharában, a sarkkörön, a Tadzs Mahalnál és a világ nagyobb városaiban.

## Megjelenések
7"  Amerikai Egyesült Államok Epic – 88697880837, Epic – 34-788083 
- A	Hollywood Tonight (Throwback Mix) 3:46 Co-producer – Theron "Neff-U" Feemster, Mixed By – Jean-Marie Horvat, Scott Elgin, Teddy Riley, Producer – Michael Jackson, Teddy Riley, Remix – Dave "Hard Drive" Pensado, Remix [Assistant] – Drew Adams, Written-By – Brad Buxer, Michael Jackson
- B	Behind The Mask (Edit) 3:39 Mixed By – Jon Nettlesbey, Khaliq Glover, Producer – John McClain, Jon Nettlesbey, Michael Jackson, Written-By – Chris Mosdell, Michael Jackson, Ryuichi Sakamoto

## Slágerlista
| Slágerlista (2010–2011)        | Legjobb helyezés |
| ------------------------------ | ---------------- |
| Belgium (Ultratip 50 Wallonia) | 24               |
| Japán Japan Hot 100            | 71               |

## Megjelenési dátumok
| Ország        | Dátum             | Formátum                          |
| ------------- | ----------------- | --------------------------------- |
| Franciaország | 2011. február 21. | CD Single (promó), rádiós játszás |
| Franciaország | 2011. április 11. | 7"                                |
| Olaszország   | 2011. április 12. | 7"                                |
| Lengyelország | 2011. július 4.   | rádiós játszás                    |

## Közreműködők
- Zeneszerző és szövegíró: Michael Jackson, Chris Mosdell, Ryuichi Sakamoto
- Producer Michael Jackson, John McClain
- Keverés: Jon Nettlesbey, Khaliq Glover
- Ének és beatbox: Michael Jackson
- Háttérvokálok: Michael Jackson, Shanice, Alphonso Jones
- Hangmérnök: Leon F. Sylvers III, Jon Nettlesbey, Allen Sides, Khaliq Glover
- Szaxofon:Hidden Beach Recordings
- Dobok: Big Jim Wright, Greg Phillinganes
- Basszsgitár: Alex Al
- Digitális vágás: Jon Nettlesbey